# 山手通 (名古屋市)
山手通（やまのてとおり）は、愛知県名古屋市昭和区および千種区の地名。現行行政地名は山手通1丁目から山手通5丁目。住居表示未実施。千種区山手通は名古屋大学および名古屋市道八事線の敷地にあたる。正式な読みは「やまのてとおり」だが、俗に「やまてどおり」とも呼ばれる。

## 地理
名古屋市昭和区東部に位置する。北は千種区、南東は天白区に接する。また、千種区山手通は区南端に位置し、東は高峯町、西は八雲町・宮東町、南は昭和区、北は四谷通に接する。

## 歴史

### 地名の由来
新しく山手に造られた通りであることによる。

### 沿革
- 1934年（昭和9年）10月1日 - 中区広路町および東区田代町の各一部により、中区山手通として成立[1]。
- 1937年（昭和12年）10月1日 - 昭和区成立に伴い、同区山手通となる[1]。
- 1964年（昭和39年）5月1日 - 一部が千種区に編入され、同区山手通となる[1]。

## 世帯数と人口
2019年（平成31年）1月1日現在の世帯数と人口は以下の通りである。
| 区     | 町丁   | 世帯数    | 人口    |
| ------ | ------ | --------- | ------- |
| 昭和区 | 山手通 | 1,237世帯 | 2,502人 |

### 人口の変遷
国勢調査による人口の推移
| 1950年（昭和25年） | 161人   | [ 6 ]      |  |
| 1955年（昭和30年） | 230人   | [ 6 ]      |  |
| 1960年（昭和35年） | 594人   | [ 7 ]      |  |
| 1965年（昭和40年） | 1,194人 | [ 7 ]      |  |
| 1970年（昭和45年） | 1,546人 | [ 8 ]      |  |
| 1975年（昭和50年） | 1,934人 | [ 8 ]      |  |
| 1980年（昭和55年） | 2,330人 | [ 9 ]      |  |
| 1985年（昭和60年） | 2,111人 | [ 9 ]      |  |
| 1990年（平成2年）  | 1,892人 | [ 10 ]     |  |
| 1995年（平成7年）  | 2,114人 | [ 11 ]     |  |
| 2000年（平成12年） | 2,595人 | [ WEB 8 ]  |  |
| 2005年（平成17年） | 2,705人 | [ WEB 9 ]  |  |
| 2010年（平成22年） | 2,965人 | [ WEB 10 ] |  |
| 2015年（平成27年） | 3,132人 | [ WEB 11 ] |  |

## 学区
市立小・中学校に通う場合、学校等は以下の通りとなる。また、公立高等学校に通う場合の学区は以下の通りとなる。
| 区     | 番・番地等 | 小学校               | 中学校               | 高等学校 |
| ------ | ---------- | -------------------- | -------------------- | -------- |
| 昭和区 | 全域       | 名古屋市立滝川小学校 | 名古屋市立川名中学校 | 尾張学区 |

## 交通
- 名古屋市道八事線（山手グリーンロード[5]）
- 名古屋市営地下鉄名城線 八事日赤駅

## 施設
- 名古屋大学学生寮[4]
- 浄土宗西山禅林寺派西光院[4]

## その他

### 日本郵便
- 集配担当する郵便局は以下の通りである[WEB 14]。

| 区     | 町丁   | 郵便番号 | 郵便局     |
| ------ | ------ | -------- | ---------- |
| 昭和区 | 山手通 | 466-0815 | 昭和郵便局 |
| 千種区 | 山手通 | 464-0000 | 千種郵便局 |

### WEB
1. 1 2  “愛知県名古屋市昭和区の町丁・字一覧”.   人口統計ラボ. 2016年2月12日閲覧。
2. ↑  “愛知県名古屋市千種区の町丁・字一覧”.   人口統計ラボ. 2016年1月29日閲覧。
3. 1 2  “町・丁目(大字)別、年齢(10歳階級)別公簿人口(全市・区別)”.   名古屋市 (2019年1月23日). 2019年1月23日閲覧。
4. 1 2  “郵便番号”.  日本郵便. 2019年1月6日閲覧。
5. 1 2  “郵便番号”.  日本郵便. 2019年1月6日閲覧。
6. ↑  “市外局番の一覧”.   総務省. 2019年1月6日閲覧。
7. ↑  名古屋市役所市民経済局地域振興部住民課町名表示係 (2015年10月21日). “昭和区の町名一覧”.   名古屋市. 2016年1月29日閲覧。
8. ↑  名古屋市役所総務局企画部統計課統計係 (2005年7月1日). “（刊行物）名古屋の町(大字)・丁目別人口 (平成12年国勢調査) 昭和区” (xls). 2015年10月15日閲覧。
9. ↑  名古屋市役所総務局企画部統計課統計係 (2007年6月27日). “（刊行物）名古屋の町(大字)・丁目別人口 (平成17年国勢調査) (7)昭和区(第1表から第3表）” (xls). 2015年10月15日閲覧。
10. ↑  名古屋市役所総務局企画部統計課統計係 (2012年4月22日). “（刊行物）名古屋の町(大字)・丁目別人口 (平成22年国勢調査) (7)昭和区(第1表から第3表）” (xls). 2015年10月15日閲覧。
11. ↑  名古屋市役所総務局企画部統計課統計係 (2016年3月31日). “（刊行物）名古屋の町(大字)・丁目別人口 (平成27年国勢調査) (7)昭和区(第1表から第3表）” (xls). 2016年7月28日閲覧。
12. ↑  “市立小・中学校の通学区域一覧”.   名古屋市 (2018年11月10日). 2019年1月14日閲覧。
13. ↑  “平成29年度以降の愛知県公立高等学校（全日制課程）入学者選抜における通学区域並びに群及びグループ分け案について”.   愛知県教育委員会 (2015年2月16日). 2019年1月14日閲覧。
14. ↑  郵便番号簿 平成29年度版 - 日本郵便. 2019年01月06日閲覧 (PDF)

### 書籍
1. 1 2 3 4  名古屋市計画局 1992, p. 793.
2. ↑  「角川日本地名大辞典」編纂委員会 1989, p. 1380.
3. 1 2  「角川日本地名大辞典」編纂委員会 1989, p. 1471.
4. 1 2 3 4  「角川日本地名大辞典」編纂委員会 1989, p. 1461.
5. 1 2  名古屋市計画局 1992, p. 369.
6. 1 2  名古屋市総務局企画室統計課 1957, p. 83.
7. 1 2  名古屋市総務局企画部統計課 1967, p. 76.
8. 1 2  名古屋市総務局統計課 1977, p. 52.
9. 1 2  名古屋市総務局統計課 1986, p. 70.
10. ↑  名古屋市総務局企画部統計課 1991, p. 38.
11. ↑  名古屋市総務局企画部統計課 1996, p. 102.